# Parklawn (Kalifornija)
Parklawn je naseljeno područje za statističke svrhe u američkoj saveznoj državi Kalifornija. Prema popisu stanovništva iz 2010. u njemu je živjelo 1.337 stanovnika.